# تد ریچموند
تد ریچموند (انگلیسی: Ted Richmond; ۱۰ ژوئن ۱۹۱۲ – ۲۳ دسامبر ۲۰۱۳) تهیه‌کننده اهل ایالات متحده آمریکا بود.

## فیلم‌شناسی
- کسی دختر مرا دیده؟ (۱۹۵۲)
- ممنوع (۱۹۵۳)
- قمارباز میسیسیپی (۱۹۵۳)
- سلیمان و سبا (۱۹۵۹)
- وحشی سواران (۱۹۶۸)
- آفتاب سرخ (۱۹۷۱)
- پاپیون (۱۹۷۳)
- تفنگ‌دار پنجم (۱۹۷۹)